# Miki (Braniewo)
Miki (deutsch Mücken) war ein Ort in der polnischen Woiwodschaft Ermland-Masuren und gehörte zur Landgemeinde Braniewo (Braunsberg) im Powiat Braniewski (Kreis Braunsberg). Bis 1945 gehörte er zum Kreis Heiligenbeil in Ostpreußen.

## Geographische Lage
Die Ortsstelle von Miki liegt im Nordwesten der Woiwodschaft Ermland-Masuren, elf Kilometer südlich der früheren Kreisstadt Heiligenbeil (heute russisch Mamonowo) bzw. sechs Kilometer östlich der heutigen Kreismetropole Braniewo (Braunsberg). Das Dorf Rusy (Rossen), dessen Exklave Mücken einst war, ist neu Kilometer in nordwestlicher Richtung entfernt.
1883 findet sich das Vorwerk Mücken als Teil des Gutsbezirks Rossen im Amtsbezirk Grunenfeld (polnisch Gronówko) 

## Geschichte
Das einstige Miggen und nach 1620 Mücken genannte kleine Dorf bestand aus einem großen Hof. Bis 1928 war es dem Dorf Rossen (polnisch Rusy) zugeordnet, zählte im Jahre 1905 21 Einwohner.
1883 findet sich das Vorwerk Mücken als Teil des Gutsbezirks Rossen auf der Namensliste des Amtsbezirks Grunenfeld (polnisch Gronówko) im ostpreußischen Kreis Heiligenbeil, im Jahre 1908 als Ortsteil des Gutsbezirks Rossen. Am 30. September 1928 schließlich wurde die Gemarkung Mücken als Exklave von Rossen in die weniger als nur 1 Kilometer entfernte Landgemeinde Sonnenstuhl (polnisch Świętochowo) umgegliedert.
Als 1945 in Kriegsfolge Ostpreußen zwischen der Sowjetunion (nördliches Gebiet) und Polen (südliches Gebiet) aufgeteilt wurde, gelangte Mücken auf die polnische Seite und erhielt die polnische Namensform „Mücken“. Über die weitere Geschichte des Ortes liegen keine Nachrichten vor. Sicher ist, dass der Ort heute nicht mehr existiert und als untergegangen gilt. Die Ortsstelle liegt im Bereich der Gmina Braniewo (Landgemeinde Braunsberg) in der Woiwodschaft Ermland-Masuren.

## Religion
Die vor 1945 überwiegend evangelische Bevölkerung Mückens war in das Kirchspiel der Kirche Lindenau (polnisch Lipowina) im Kirchenkreis Heiligenbeil innerhalb der Kirchenprovinz Ostpreußen der Kirche der Altpreußischen Union eingegliedert.

## Verkehr
Die Ortsstelle von Miki resp. Mücken ist von Świętochowo (Sonnenstuhl) aus auf einem Landweg zu erreichen. 